# ポール・テルガト
ポール・テルガト（Paul Kibii Tergat、1969年6月17日 - ）は、ケニアのバリンゴ出身の長距離走、およびマラソン選手。

## 略歴

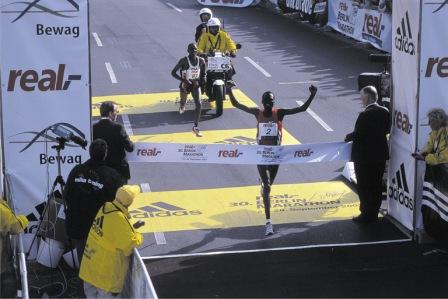
2003年ベルリンマラソンにて

様々な記録を持つテルガトは、ケニア長距離界の父と呼ばれることもある。2003年9月28日のベルリンマラソンで2時間4分55秒の世界最高記録（当時）、1998年にはミラノのハーフマラソンで世界最高（当時）の59分17秒を記録している。
エチオピア出身のハイレ・ゲブレセラシェの後塵を拝すことが多く、1996年のアトランタと2000年のシドニーの2つのオリンピックで連続して10000mで銀メダルに終わっている。2002年のロンドンマラソンでは、当時世界最高記録保持者であったハーリド・ハヌーシに次いでテルガトが2位に入り、ゲブレセラシェは3位であった。
2004年アテネオリンピックを前に、テルガトは代表としての引退を表明したが、個人として競技に参加し続けると発表した。オリンピックではマラソンで10位に終わった。
2008年4月21日、調整不足と若手へチャンスを与えることを理由に、北京オリンピックには出場しないことを表明した。
2013年9月、国際オリンピック委員会委員に就任。

## WFPでの活動
2004年1月、テルガトは国際連合世界食糧計画 (WFP) の飢餓撲滅大使に選ばれた。小学校時代、テルガトの家庭は貧しいこともあり、朝食を満足に食べることなく、小学校まで毎日約5kmの道のりを走って通っていた。8歳の時に、学校が国連世界食糧計画の学校給食プログラムの支援対象になり、空腹に苦しむことなく教育を受けることが可能になったのである。2006年度の公共広告機構（現：ACジャパン）のCMに登場している。

## テルガトのマラソン世界最高記録
- 2時間04分55秒：2003年9月28日 ベルリンマラソン

|            | 5 km  | 10 km | 15 km | 20 km | ハーフ  | 25 km   | 30 km   | 35 km   | 40 km   | ゴール  |
| ---------- | ----- | ----- | ----- | ----- | ------- | ------- | ------- | ------- | ------- | ------- |
| タイム     | 15:01 | 29:58 | 44:48 | 59:45 | 1:03:04 | 1:14:43 | 1:29:25 | 1:44:00 | 1:58:38 | 2:04:55 |
| スプリット | 15:01 | 14:57 | 14:50 | 14:57 |         | 14:58   | 14:42   | 14:35   | 14:38   | 6:17    |

## 主な戦績
| 年   | 大会                       | 場所                              | 種目           | 結果 | 記録          |
| ---- | -------------------------- | --------------------------------- | -------------- | ---- | ------------- |
| 1995 | 世界クロスカントリー選手権 | イギリス ダラム                   | 12 km          | 1位  | 34分05秒      |
| 1995 | 世界陸上イェーテボリ大会   | スウェーデン イェーテボリ         | 10000m         | 3位  | 27分14秒70    |
| 1996 | 世界クロスカントリー選手権 | 南アフリカ共和国 ステレンボッシュ | 12 km          | 1位  | 33分44秒      |
| 1996 | アトランタオリンピック     | アメリカ合衆国 アトランタ         | 10000m         | 2位  | 27分08秒17    |
| 1997 | 世界クロスカントリー選手権 | イタリア トリノ                   | 12 km          | 1位  | 35分11秒      |
| 1997 | 世界陸上アテネ大会         | ギリシャ アテネ                   | 10000m         | 2位  | 27分25秒62    |
| 1998 | 世界クロスカントリー選手権 | モロッコ マラケシュ               | 12 km          | 1位  | 34分01秒      |
| 1999 | 世界クロスカントリー選手権 | イギリス ベルファスト             | 12 km          | 1位  | 38分28秒      |
| 1999 | 世界陸上セビリア大会       | スペイン セビリア                 | 10000m         | 2位  | 27分58秒56    |
| 1999 | 世界ハーフマラソン選手権   | イタリア パレルモ                 | ハーフマラソン | 1位  | 1時間01分50秒 |
| 2000 | 世界クロスカントリー選手権 | ポルトガル ヴィラモウラ           | 12 km          | 3位  | 35分02秒      |
| 2000 | シドニーオリンピック       | オーストラリア シドニー           | 10000m         | 2位  | 27分18秒29    |
| 2000 | 世界ハーフマラソン選手権   | メキシコ ベラクルス               | ハーフマラソン | 1位  | 1時間03分47秒 |
| 2001 | ロンドンマラソン           | イギリス ロンドン                 | マラソン       | 2位  | 2時間08分15秒 |
| 2001 | シカゴマラソン             | アメリカ合衆国 シカゴ             | マラソン       | 2位  | 2時間08分56秒 |
| 2002 | ロンドンマラソン           | イギリス ロンドン                 | マラソン       | 2位  | 2時間05分48秒 |
| 2002 | シカゴマラソン             | アメリカ合衆国 シカゴ             | マラソン       | 4位  | 2時間06分18秒 |
| 2003 | ロンドンマラソン           | イギリス ロンドン                 | マラソン       | 4位  | 2時間07分59秒 |
| 2003 | ベルリンマラソン           | ドイツ ベルリン                   | マラソン       | 1位  | 2時間04分55秒 |
| 2004 | アテネオリンピック         | ギリシャ アテネ                   | マラソン       | 10位 | 2時間14分45秒 |
| 2005 | ロンドンマラソン           | イギリス ロンドン                 | マラソン       | 8位  | 2時間11分38秒 |
| 2005 | ニューヨークシティマラソン | アメリカ合衆国 ニューヨーク       | マラソン       | 1位  | 2時間09分30秒 |
| 2006 | ロンドンマラソン           | イギリス ロンドン                 | マラソン       | 4位  | 2時間07分59秒 |
| 2006 | ニューヨークシティマラソン | アメリカ合衆国 ニューヨーク       | マラソン       | 3位  | 2時間10分10秒 |
| 2007 | ロンドンマラソン           | イギリス ロンドン                 | マラソン       | 6位  | 2時間08分06秒 |
| 2009 | びわ湖毎日マラソン         | 日本 大津                         | マラソン       | 1位  | 2時間10分22秒 |